# جميلة الثمر البيتلتية
جميلة الثمر البيتلتية (الاسم العلمي:Callicarpa petelotii) هي نوع من النباتات يتبع جنس جميلة الثمر من الفصيلة الشفوية.